# Komorowska Góra
Komorowska Góra – część wsi Komorów w Polsce położona w województwie małopolskim, w powiecie miechowskim, w gminie Miechów.
W latach 1975–1998 Komorowska Góra należała administracyjnie do województwa kieleckiego, sąsiadując z województwem krakowskim.